# Wright Commander
Wright Commander — одноэтажный автобус, выпускаемый производителем автобусов из Северной Ирландии Wrightbus с 2002 по 2007 год на шасси VDL SB200. Вытеснен с конвейера моделью Wright Pulsar.

## История
Впервые автобус Wright Commander был представлен в 2002 году. Представляет собой вариант Wright Cadet, увеличенный на несколько миллиметров.
В Лондоне эксплуатировалось 288 автобусов Wright Commander, тогда как в Нидерландах эксплуатировалось 188 автобусов Wright Commander. Всего было выпущено 315 экземпляров.
Производство завершилось в 2007 году.